# Тетрафторолантанат калия
Тетрафторолантанат калия — неорганическое соединение,
комплексная соль калия, лантана и плавиковой кислоты с формулой KLaF4,
кристаллы.

## Получение
- Сплавление фторидов лантана и калия:

{\displaystyle {\mathsf {KF+LaF_{3}\ {\xrightarrow {770^{o}C}}\ KLaF_{4}}}}

## Физические свойства
Тетрафторолантанат калия образует кристаллы двух модификаций:
- α-KLaF4, кубическая сингония, параметры ячейки a = 0,5944 нм, Z = 2.
- β-KLaF4, гексагональная сингония, пространственная группа P 62m, параметры ячейки a = 0,6524 нм, c = 0,3791 нм, Z = 1,5.